# Over There
Over There es una serie de televisión estadounidense de formato bélico basado en un grupo de soldados estadounidenses destinados en la guerra de Irak. Fue creada en 2005 por Steven Bochco, Chris Gerolmo y cuenta con una temporada de 13 episodios cada uno de 60 min. de duración. La serie esta protagonizada por Josh Henderson, Luke Macfarlane, Erik Palladino entre otros.

## Sinopsis
Over There gira en torno a los miembros de una Unidad del Ejército de Estados Unidos desplegados en Irak durante su primer período de servicio. La serie explora los efectos que estar en el centro de una guerra y que tiene sobre los soldados que la luchan, así como en sus familias en Estados Unidos. En lugar de explorar la política detrás de la guerra, allá se centra en los desafíos, incluyendo los físicos, emocionales y culturales, y la experiencia de los soldados mientras permanecían de gira en Irak. Aparte de ser uno de los espectáculos más gráficas y violentas de la televisión de la historia, Over There fue también la primera serie con guion que se fijará en una corriente de la guerra, en curso en el que Estados Unidos está involucrado. Una semana después del último episodio emitido, FX ha anunciado que la serie no sería recogido para una segunda temporada debido a una caída significativa en las calificaciones.